# Brent Strom
Pour les articles homonymes, voir Strom.
Brent Terry Strom (né le 14 octobre 1948 à San Diego, Californie, États-Unis) est un instructeur de baseball et un joueur de baseball à la retraite.
Lanceur gaucher, Strom joue dans la Ligue majeure de baseball avec les Mets de New York en 1972, les Indians de Cleveland en 1973, puis les Padres de San Diego de 1975 à 1977. Il est, après Tommy John, le deuxième lanceur à avoir subi la délicate intervention chirurgicale communément appelée opération Tommy John.
Brent Strom a été l'instructeur des lanceurs des Astros de Houston de la Ligue majeure de baseball de 2014 à 2021, un poste qu'il avait brièvement occupé en 1996. Il fut également instructeur des lanceurs des Royals de Kansas City en 2000 et 2001. Il a œuvré en ligues mineures au sein des personnels d'instructeurs d'un grand nombre de clubs affiliés à des franchises du baseball majeur au cours d'une carrière d'instructeur longue de plus de 35 années.

## Carrière de joueur
Joueur au San Diego City College, Brent Strom est deux fois repêché par un club de la Ligue majeure de baseball, sans toutefois signer de contrat : il est réclamé au deuxième tour de sélection du repêchage de janvier 1967 par les Giants de San Francisco, puis par les Angels de la Californie au 6e tour de la séance de juin de la même année. Après avoir porté les couleurs des Trojans de l'université de Californie du Sud, Brent Strom signe son premier contrat professionnel avec les Mets de New York, lorsqu'il est leur choix de premier tour à la seconde séance de repêchage amateur en 1970.
Strom fait ses débuts dans le baseball majeur avec les Mets de New York le 31 juillet 1972 mais ne disputera que 11 matchs avec l'équipe. Le lanceur gaucher est avec son collègue droitier Bob Rauch transféré aux Indians de Cleveland le 27 novembre 1972 en retour des services du lanceur droitier Phil Hennigan.
Il alterne entre les rôles de lanceur partant et de lanceur de relève en 1973 pour Cleveland, et s'en sort avec une triste fiche de deux victoires et 10 défaites. En 123 manches lancées en 18 départs et 9 sorties en relève, sa moyenne de points mérités se chiffre à 4,61.
Il amorce la saison 1974 avec les 89ers d'Oklahoma City, un club de ligues mineures affilié aux Indians, qui d'ailleurs ne font plus appel à ses services et l'échangent le 15 juin, avec le lanceur gaucher Terry Ley, aux Padres de San Diego pour compléter une transaction préalable qui avait envoyé le lanceur droitier Steve Arlin à Cleveland. Strom rejoint San Diego en juillet après un passage dans les mineures et s'impose rapidement dans la rotation de lanceurs partants des Padres. En 18 matchs, dont 16 comme partant, il brille avec une moyenne de points mérités de 2,54 en 120 manches et un tiers lancées.
De nouveau dans la rotation des Padres, il s'avère un lanceur fiable en 1976 avec un sommet personnel de 12 victoires et une moyenne de points mérités de 3,29 en 210 manches et deux tiers lancées en 36 matchs, dont 33 comme partant.
Il joue son dernier match dans les majeures le 17 mai 1977 après un début de saison difficile pour San Diego. Cédé aux mineures puis éventuellement libéré de son contrat, Strom attribue ses soudains problèmes au monticule à une blessure. Déterminé à continuer à lancer, il est en 1978 le deuxième lanceur à subir une opération Tommy John, après Tommy John lui-même. L'opération est pratiquée par les docteurs Frank Jobe (en) et Robert Kerlan. Si Strom ne retrouve pas le chemin des majeures, ni ne connaît la même longévité que John après son intervention chirurgicale, la procédure à laquelle il se soumet est néanmoins couronnée de succès, puisqu'il lance dans les ligues mineures avec des clubs affiliés aux Astros de Houston de 1979 à 1981.
Brent Strom a joué 100 matchs sur 5 saisons dans le baseball majeur, dont 75 comme lanceur partant. Sa moyenne de points mérités s'élève à 3,95 en 501 manches lancées au total. Il compte 22 victoires, 39 défaites, 16 matchs complets dont 3 blanchissages et 278 retraits sur des prises.

## Carrière d'instructeur
De 1981 à 1986, Brent Strom est instructeur en ligues mineures avec des clubs affiliés aux Dodgers de Los Angeles de la Ligue majeure de baseball.
De 1989 à 1995, Brent Strom est instructeur des lanceurs avec des clubs affiliés aux Astros de Houston. Pour une saison, en 1996, il est instructeur des lanceurs des Astros, son premier emploi du genre au niveau majeur.
Il retourne en ligues mineures comme instructeur dans l'organisation des Padres de San Diego en 1997 et des Expos de Montréal en 1998 et 1999.
Le 2 décembre 1999, Strom est nommé instructeur des lanceurs des Royals de Kansas City. Après avoir passé la saison 2000 aux commandes du personnel de lanceurs des Royals, il est congédié le 12 mai 2001.
Il retourne en 2002 travailler en ligues mineures avec des clubs affiliés aux Expos de Montréal (qui deviennent les Nationals de Washington en 2005) et y demeure jusqu'en 2006.
De 2008 à 2011, il est instructeur des lanceurs en ligues mineures avec des clubs affiliés aux Cardinals de Saint-Louis, puis coordinateur des lanceurs, en ligues mineures toujours, en 2012 et 2013.
Le 22 octobre 2013, Brent Strom est de retour au niveau majeur chez les Astros de Houston, qui en font leur nouvel instructeur des lanceurs.